# Свєтозаров Володимир Йосипович
Свєтозаров Володимир Йосипович (23 вересня 1948, Санкт-Петербург — 30 червня 2017, там само) — радянський, російський художник-постановник театру і кіно. Заслужений художник РРФСР (1991). Лауреат державної премії Російської Федерації (2003). Народний художник Російської Федерації (2003).

## Біографія
Народився 23 вересня 1948 р. в Ленінграді. Закінчив Ленінградский інститут театра, музики і кінематографа (1972, майстерня М. Азизяна).
З 1972 р. — художник-постановник кіностудії «Ленфільм». Працював на картинах таких відомих режисерів, як Дінара Асанова, Йосип Хейфіц, Ілля Авербах, Віталій Мельников, Володимир Бортко, Олександр Рогожкін та ін.
Лауреат ряду кінопремій («Золотий овен» (1999, 2005), «Золотий орел» (2005, 2009), «Ніка» (1999, 2002), «ТЕФІ», 2003).

## Фільмографія
- «Не болить голова у дятла» (1974)
- «Єдина…» (1975)
- «Чужі листи» (1975)
- «Ася» (1977)
- «Фантазії Фарятьєва» (1979)
- «Що б ти вибрав?» (1981)
- «Два рядки дрібним шрифтом» (1981)
- «Дружина пішла» (1981)
- «Шурочка» (1982)
- «Голос» (1982)
- «Пацани» (1983, у співавт.)
- «Блондинка за рогом» (1984)
- «Протистояння» (1985, телесеріал)
- «Собаче серце»" (1988)
- «Мандрівний автобус» (1989)
- «Анекдоти» (1990, у співавт.)
- «Афганський злам» (1991)
- «Цирк згорів, і клоуни розбіглися» (1997)
- «Хрустальов, машину!» (1998)
- «Схід — Захід» (1999)
- «Місяцем був повен сад» (2000)
- «Зозуля» (2002)
- «Щоденник камікадзе» (2002)
- «Ідіот» (2003, телесеріал)
- «Італієць» (2005)
- «Турецький гамбіт» (2005)
- «Майстер і Маргарита» (2005, телесеріал, у співавт.)
- «Гілка бузку» (2007)
- «Півтори кімнати, або Сентиментальна подорож на батьківщину» (2008)
- «Тарас Бульба» (2009, у співавт.) та ін.